# Mount Kimbie
Mount Kimbie è un duo inglese di musica elettronica formatosi a Londra nel 2008. A differenza di molti altri artisti dubstep, il loro stile si concentra sul campionamento, sui loop e su sonorità ambient.

## Storia
I Mount Kimbie sono composti da Kai Campos e Dom Maker. Kai è originario di St. Austell in Cornovaglia, mentre Dom è di Brighton. I due si incontrarono alla Southbank University di Londra e cominciarono a comporre musica insieme in uno studio casalingo a Peckham. Il gruppo ha pubblicato tre LP e diversi EP e album di Remix.
L'album di debutto della band, intitolato Crooks and Lovers, è stato pubblicato il 19 Luglio 2010 ed ha riscosso un ottimo successo di critica.
I Mount Kimbie hanno prodotto remix di The Big Pink, Foals e The xx.
Il duo è legato da una stretta amicizia al musicista James Blake, il quale ha collaborato con loro dal vivo e ha prestato le sue abilità per il remix di Maybes, che compare sull'EP dei Mount Kimbie Remixes Part 1, pubblicato il 12 aprile 2010.
Anche nel terzo LP del duo "Love What Survives", del 2017, Blake partecipa prestando la voce in due occasioni, sulle tracce "We go home together" e "How we got by".

## Discografia
LP
- 2010 - "Crooks & Lovers" (Hotflush Recordings)
- 2013 - "Cold Spring Fault Less Youth" (Warp)
- 2017 - "Love what Survives" (Warp)
- 2022 - "MK 3.5: Die Cuts | City Planning"
- 2024 - "The Sunset Violent"

EP
- 2009 "Maybes" (Hotflush Recordings)
- 2009 "Sketch on Glass" (Hotflush Recordings)
- 2010 "Remixes Pt.1"
- 2010 "Remixes Pt.2"
- 2010 "Blind Night Errand" (Hotflush)
- 2011 "Carbonated" (Hotflush)
- 2017 "Marilyn" (Warp)